# Общество Атланта
Общество Атланта (The Atlas Society, TAS) (ранее известное как Институт Объективистских Исследований и Центр Объективизма) — американская объективистская исследовательская и правозащитная организация, которая «продвигает открытый объективизм: философию разума, индивидуализма, достижений и свободы, созданную Айн Рэнд». Входит в объективистское движение, отсоединившееся от Института Айн Рэнд в 1990 году из-за разногласий по поводу того, была ли философия объективизма Айн Рэнд «закрытой» или «открытой» системой.

## История
TAS было основано философом Дэвидом Келли как «Институт Объективистских Исследований» в 1990 году, спустя 9 лет переименованный в Центр Объективизма. В этом же году было основано «Общество Атланта» как группа влияния, нацеленная на читателей романов Айн Рэнд, не знакомых с другой объективистской литературой. 5 июня 2006 году организация объявила о решении «использовать общество Атланта как наше официальное имя, которое поможет нам продвигать наши идеи для читателей Рэнд, а также для широкой публики, оставив название Объективистский Центр для нашей более академической и научной деятельности».
Общество занимается проведением конференций, включая ежегодные Саммиты Атланта, научных исследований и обучения студентов, выпуском брошюр, записей, обзорных статей, а также монографий и обеспечение доуступа спикеров к СМИ и студенческим группам.

## Взгляды
Келли описывает объективизм как открытую систему, и организация ратует за «политику толерантности, открытых дискуссий и свободного обсуждения» на своих форумах. Общество сотрудничает с определёнными либертарианцами, и публиковало их отдельные работы, например Натаниеля Брандена, с которым Рэнд рассталась в конце 1960-х годов.